# Privatus von Mende

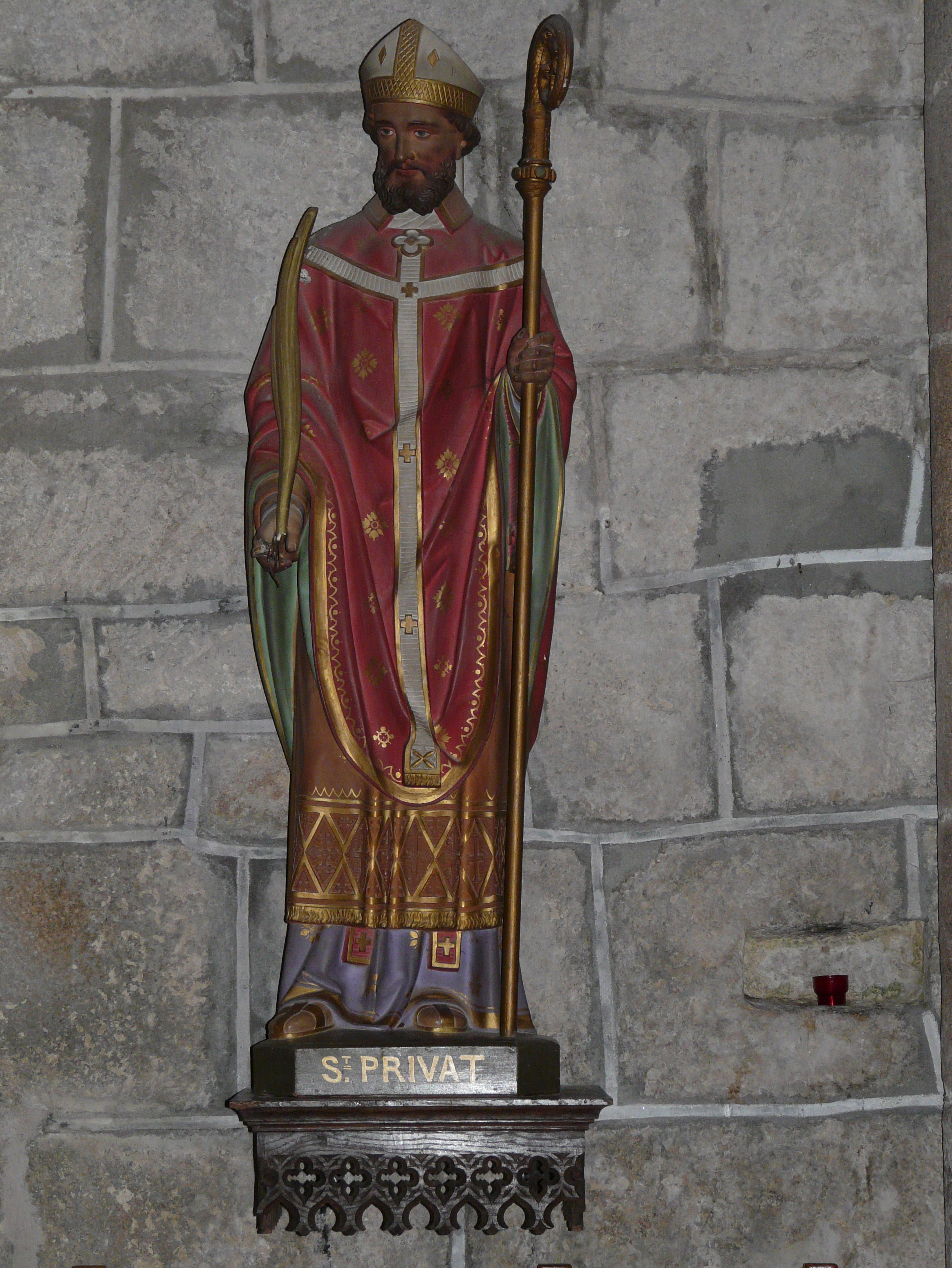
Figur des Saint-Privat in der Kirche von Saint-Privat im Département Corrèze (2015)

Privatus von Mende (franz. Saint-Privat; † um 258 in Mende) war gemäß der Überlieferung im 3. Jahrhundert der erste Bischof von Javols in Gallien; im 10. Jahrhundert wurde der Bischofssitz in die heutige Stadt Mende verlegt.

## Leben
Gregor von Tours berichtet Ende des 6. Jahrhunderts, dass Privatus in der ersten Hälfte des 3. Jahrhunderts als Schüler des hl. Austremonius als Missionar zu den Gabaloren kam, wie die Bevölkerung des nur dünn besiedelten Gévaudan damals genannt wurde. Als die Alemannen unter Chrocus ins Land einfielen, zog er sich in eine Einsiedelei zurück und versteckte sich in Höhlen; schließlich wurde er dennoch gefangen genommen und gefoltert. Als die Gabaloren den Alemannen Gehorsam gelobten, wurde er freigelassen; er starb jedoch kurz darauf an den Folgen seiner Folter. 

## Verehrung
Etwa gleichzeitig mit Gregor von Tours schreibt Venantius Fortunatus, dass Privatus als Wundertäter verehrt wurde. Bereits im 7. Jahrhundert war seine Verehrung auch in Spanien verbreitet. Reliquiensplitter kamen im Jahr 632 in die Kathedrale von Saint-Denis bei Paris; später auch ins Kloster Salonnes bei Metz und im 10. Jahrhundert nach St. Pantaleon in Köln.
An der Stelle des Grabes von Privatus in der heutigen Stadt Mende wurde eine Kirche errichtet, die hunderte Jahre später von Papst Urban V. durch die Kathedrale von Mende ersetzt wurde, die bei ihrer Weihe im Jahr 1467 ein Doppelpatrozinium erhielt (Notre-Dame et Saint-Privat). Zahlreiche Orte und Kirchen in Frankreich tragen den Namen Saint-Privat; sein Gedenktag ist der 21. August.

## Darstellung
In den wenigen bekannten Darstellungen des Privatus trägt dieser das Bischofsornat – er unterscheidet sich somit ikonographisch nicht von vielen anderen Bischöfen, weshalb seine Statuen beschriftet werden müssen.